# Кобло-Колонія
Кобло-Колонія — (пол. Kobło-Kolonia; укр. Кобло-Колонія) село українського Закерзоння (в історичному Надсянні), що знаходиться тепер у Польщі, розташоване у Люблінському воєводстві Грубешівського повіту, ґміни Городло.
Одразу по 2-й світовій війні польський уряд заповзявся позбутися українського населення краю, внаслідок етнічних чисток Надсяння та операції Вісла майже всі українці були убиті поляками або ж репатрійовані за межі села, вже з роками частина селян повернулися, а інші залишилися розсіяними по світам.